# NGC 6728
NGC 6728 – grupa gwiazd znajdująca się w gwiazdozbiorze Tarczy, prawdopodobnie gromada otwarta. Odkrył ją William Herschel 16 czerwca 1784 roku. Znajduje się w odległości ok. 3262 lat świetlnych od Słońca.